# Grosbois-en-Montagne
Grosbois-en-Montagne ist eine französische Gemeinde mit 111 Einwohnern (Stand: 1. Januar 2022) im Département Côte-d’Or in der Region Bourgogne-Franche-Comté. Sie gehört zum Arrondissement Dijon und zum Kanton Talant. Einwohner der Gemeinde werden Mesmontoises genannt.

## Geographie
Grosbois-en-Montagne liegt etwa 30 Kilometer westlich von Dijon an der Brenne. Die Gemeinde wird umgeben von Uncey-le-Franc im Norden und Nordwesten, von Saint-Mesmin im Norden und Nordosten, Saint-Anthot im Osten, Aubigny-lès-Sombernon im Südosten, Civry-en-Montagne im Süden, Martrois im Westen und Südwesten sowie Soussey-sur-Brionne im Westen. 

## Bevölkerungsentwicklung
| Jahr                       | 1962 | 1968 | 1975 | 1982 | 1990 | 1999 | 2006 | 2013 | 2019 |
| Einwohner                  | 126  | 116  | 107  | 84   | 73   | 106  | 109  | 96   | 113  |
| Quellen: Cassini und INSEE |      |      |      |      |      |      |      |      |      |

## Sehenswürdigkeiten
- Stausee von Grosbois, 1838 erbaut
- Kapelle Saint-Victor